# Słoniarnia w Poznaniu

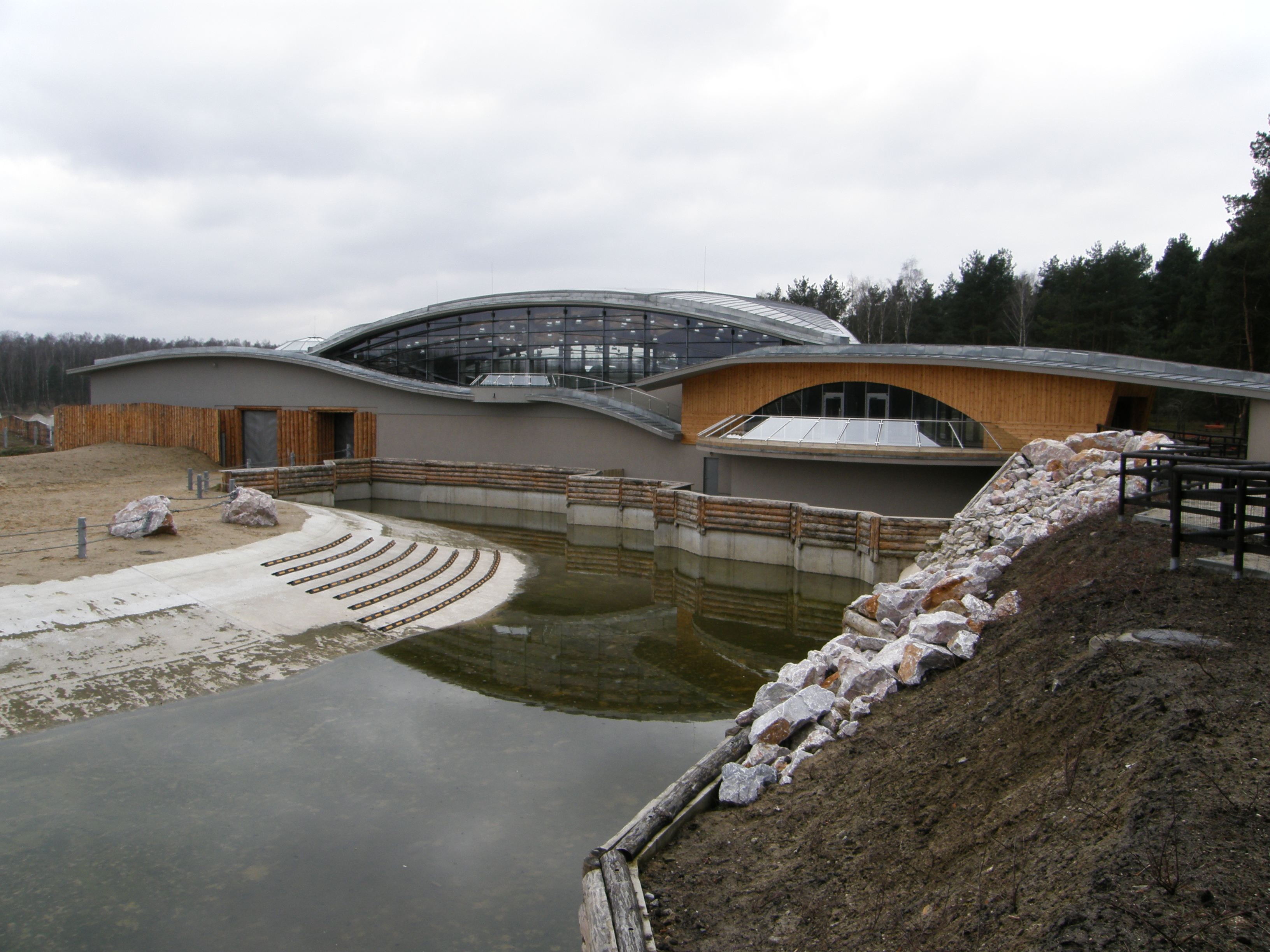
Poznańska słoniarnia

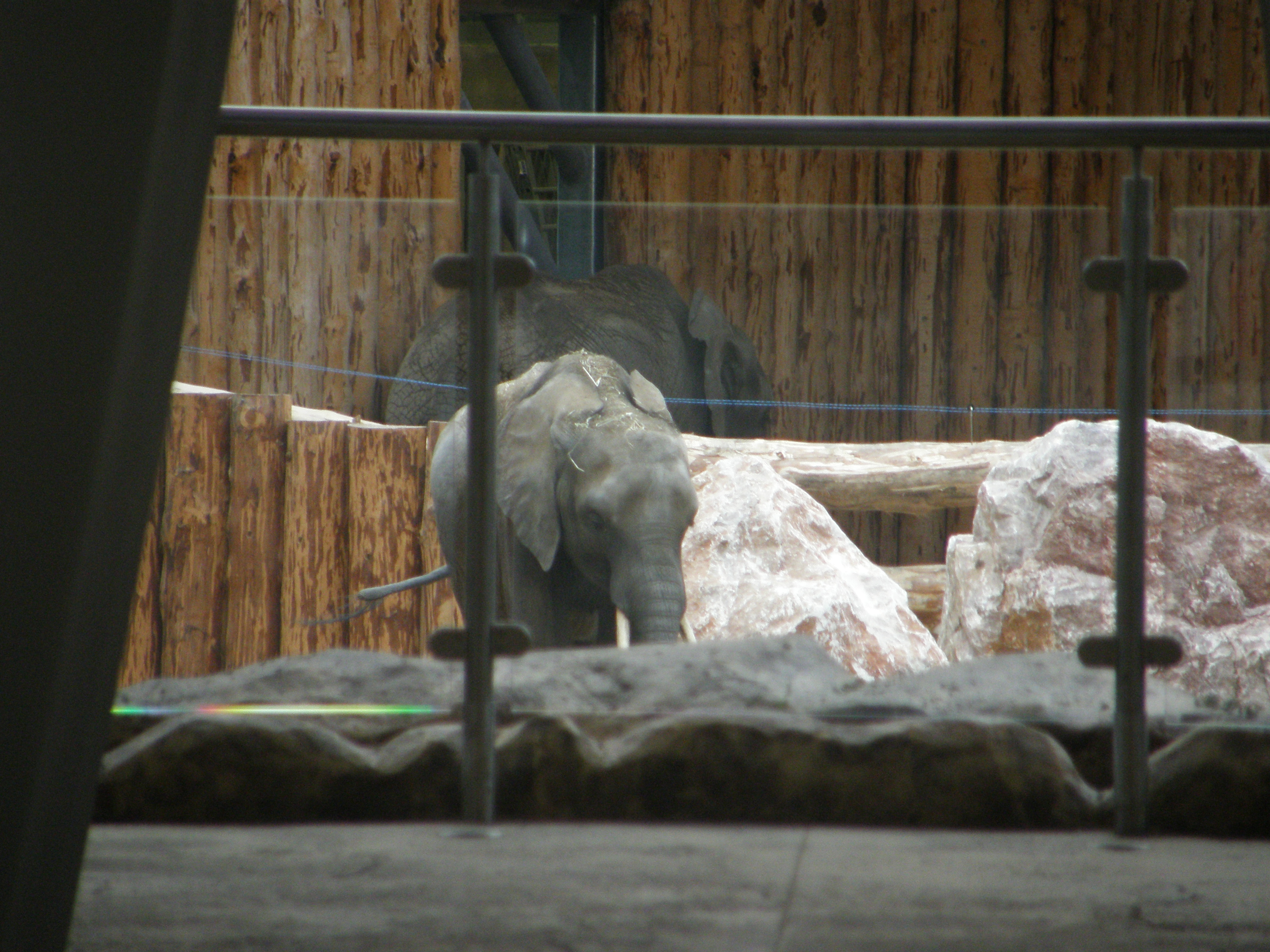
Wnętrze - Yzic i Ninio (na drugim planie)

Słoniarnia w Poznaniu – specjalistyczny budynek zlokalizowany w obrębie Nowego ZOO w Poznaniu, przeznaczony do utrzymywania stada słoni afrykańskich w warunkach jak najbardziej zbliżonych do naturalnych. Jest to największa i najnowocześniejsza słoniarnia w Polsce i jedna z najnowocześniejszych w Europie.

## Charakterystyka
Powierzchnia trzykondygnacyjnego budynku wynosi 3,5 tys. m². Wybieg wewnętrzny ma 1,5 tys. m², zewnętrzny główny – 6 ha, a zewnętrzny dodatkowy – 2,5 tys. m². Hol dla zwiedzających dysponuje powierzchnią 1,5 tys. m² i pokryto go tysiącem m² szkła. Słoniarni towarzyszy tzw. wioska afrykańska (pawilon wystawowy, sala audiowizualna) i punkt z pamiątkami. Całość jest monitorowana systemem kamerowym. Przez teren wybiegu przepływa Kaczeniec. 
Słonie, oprócz wybiegów, posiadają do dyspozycji osiem boksów sypialnych, dwa baseny (mniejszy wewnątrz i większy na zewnątrz) oraz specjalne słupy z przytwierdzonymi na łańcuchach zabawkami. Nad zdrowiem zwierząt czuwa czteroosobowy zespół pielęgniarski. 
Obiekt zaprojektowała pracownia architektoniczna MTT z Poznania, a budowę rozpoczęto w 2007. Pierwszy słoń po śmierci Kingi przybył do Poznania 10 marca 2009.

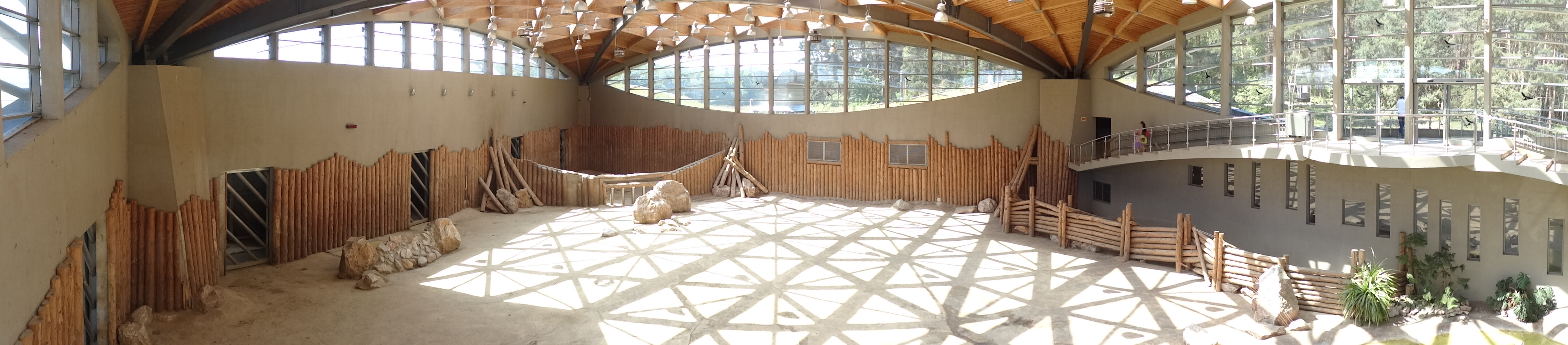
Wnętrze słoniarni